# Bodorová
Bodorová és un poble i municipi d'Eslovàquia que es troba a la regió de Žilina, al centre-nord del país.
La primera menció escrita de la vila es remunta al 1265.

## Demografia
| Godina             | 1994 | 2004    | 2014   | 2024   |
| ------------------ | ---- | ------- | ------ | ------ |
| Nombre de persones | 211  | 261     | 243    | 240    |
| Diferència         |      | +23,69% | −6,89% | −1,23% |

| Godina             | 2023 | 2024   |
| ------------------ | ---- | ------ |
| Nombre de persones | 235  | 240    |
| Diferència         |      | +2,12% |